# Địa chất sao Kim

Hình chụp radar bề mặt của sao Kim

Sao Kim là một hành tinh với địa chất nổi bật. Trong số tất cả các hành tinh khác trong Hệ Mặt Trời, nó là một trong những địa điểm gần Trái Đất nhất và gần giống nhất về mặt khối lượng, nhưng không có hệ thống kiến tạo mảng từ trường hoặc có thể nhận biết được. Phần lớn mặt đất là nền tảng núi lửa lộ ra ngoài, một số có lớp phủ đất mỏng và chắp vá, tương phản rõ rệt với Trái Đất, Mặt Trăng và Sao Hỏa. Một số miệng núi lửa tác động có mặt, nhưng Venus tương tự như Trái Đất ở chỗ có ít miệng núi lửa hơn nhiều so với các hành tinh đá khác phần lớn được bao phủ bởi chúng. Điều này một phần do độ dày của bầu không khí sao Kim làm gián đoạn các va chạm nhỏ trước khi chúng tấn công mặt đất, nhưng độ rỗng của miệng hố lớn có thể là do sự tái xuất của núi lửa, có thể là một bản chất thảm khốc. Núi lửa dường như là tác nhân chi phối của sự thay đổi địa chất trên sao Kim. Một số địa hình núi lửa dường như là duy nhất đối với hành tinh này. Có những ngọn núi lửa và lá chắn hỗn hợp tương tự như những loại được tìm thấy trên Trái Đất. Do sao Kim có kích thước, mật độ và thành phần tương tự như Trái Đất, nên việc núi lửa có thể tiếp diễn trên hành tinh này cho đến nay, mặc dù các quan sát trực tiếp thuyết phục về sự phun trào núi lửa vẫn chưa xảy ra.
Hầu hết bề mặt sao Kim tương đối bằng phẳng; nó được chia thành ba đơn vị địa hình: vùng đất thấp, vùng cao nguyên và đồng bằng. Trong những ngày đầu quan sát radar, các cao nguyên đã so sánh với các lục địa của Trái Đất, nghiên cứu hiện đại đã chỉ ra rằng đây là bề ngoài và sự vắng mặt của kiến tạo mảng làm cho sự so sánh này gây hiểu nhầm. Các tính năng kiến tạo có mặt ở một mức độ hạn chế, bao gồm cả "vành đai biến dạng" tuyến tính bao gồm các nếp gấp và các lỗi. Đây có thể là do sự đối lưu của lớp phủ. Nhiều đặc điểm kiến tạo như tesserae (các vùng rộng lớn của địa hình bị biến dạng cao, gấp và gãy trong hai hoặc ba chiều), và các đất nhện (đối với những đặc điểm giống như mạng nhện) có liên quan đến núi lửa.